# 均等論
均等論（きんとうろん、doctrine of equivalents）は、特許法において一定の要件のもとで特許発明の技術的範囲（特許権の効力が及ぶ範囲）を拡張することを認める理論。特許法に明文の規定はないが、判例によって認められている。

## 均等論の必要性
特許発明の技術的範囲は、願書に添付した「特許請求の範囲」（いわゆる「クレーム」）の記載に基づいて確定されるが、現実には発明の思想を漏れなく「特許請求の範囲」に記載することは困難であり、いわば「特許請求の範囲」の記載の隙をつくような形で発明の本質とは関係のない些細な変更を加えることによって特許発明の技術的範囲から逃れられるものとすると、衡平に反する。なぜなら、「特許請求の範囲」に発明の思想を漏れなく記述することの困難性と比較すると、既になされた特許発明の「特許請求の範囲」を参照してこれを逃れるような些細な変更を加えることは容易だからである。

## 日本における均等論

### 均等の要件
日本においては、均等論は、1998年のボールスプライン事件の最高裁判決（最高裁平成10年2月24日第三小法廷判決）において初めて認められた。以後、これを踏襲した判決が多数繰り返されており、均等論は解釈として確立していると言える。この判決において最高裁は、「特許請求の範囲に記載された構成中に対象製品等と異なる部分が存する場合であっても」以下の5つの要件を満たす場合には「右対象製品等は、特許請求の範囲に記載された構成と均等なものとして、特許発明の技術的範囲に属するものと解するのが相当である。」と判示した。
1. 対象製品等との相違部分が特許発明の本質的部分ではないこと。
相違部分が特許発明の本質的部分であるときには、特許発明の実質的価値が対象製品等に及ぶとはいえないからである。何が特許発明の本質的部分であるかは、「特許発明を先行技術と対比して課題の解決手段における特徴的原理を確定した上で、対象製品の備える解決手段が特許発明における解決手段の原理と実質的に同一の原理に属するものか」を基準として判断する。（東京高裁平成12年10月26日判決「生海苔の異物分離除去装置事件」）
2. 相違部分を対象製品等におけるものと置き換えても、特許発明の目的を達成することができ、同一の作用効果を奏すること。
第1要件が満たされる場合にはこの要件（第2要件）も満たされる場合が多い。学説上第2要件を「置換可能性」ということがある。
3. 相違部分を対象製品等におけるものと置き換えることが、対象製品等の製造等の時点において容易に想到できたこと。
容易であったかどうかは、「当該発明の属する技術の分野における通常の知識を有する者」にとって容易であったかどうかを基準にする。「容易想到性」とも。
4. 対象製品等が、特許発明の出願時における公知技術と同一、または公知技術から容易に推考できたものではないこと。
特許発明の出願時における公知技術と同一、または公知技術から容易に推考できたものは、新規性または進歩性がないものとして、何人も特許権を取得できなかったはずのものであるので（特許法29条1項、同条2項）、そのような技術に特許権の効力を及ぼすことはできないからである。
5. 対象製品等が特許発明の出願手続において特許請求の範囲から意識的に除外されたものに当たるなどの特段の事情がないこと。
「意識的に除外する」とは、対象製品等を除外するように「特許請求の範囲」を補正あるいは訂正したり、出願手続において意見書等で対象製品等が「特許請求の範囲」に含まれないことを主張して特許査定を受けた場合などをいう。これを「包袋禁反言の法理」（ファイルラッパー･エストッペル）という。判決の文言上、「特段の事情」は包袋禁反言の場合に限定されないものと解されるが、包袋禁反言以外の「特段の事情」が認められた判決はない。

上記の5つの要件のうち、一つでも満たさない場合には均等は成立しない。

### 立証責任
第1要件から第3要件は積極的要件であり、第4要件と第5要件は消極的要件と解されている。
第1要件から第3要件までの証明責任は特許権者にあり、第4要件と第5要件の証明責任は相手方（対象製品等の製造者、販売者等）にあるとするのが判例の立場である（東京地裁平成10年10月7日判決など）。したがって、特許権侵害訴訟において、原告である特許権者は、被告が製造販売する製品（イ号製品）が特許発明と均等であると主張する場合には、均等の第1要件から第3要件を満たしていることを立証しなければならない。一方、特許発明とイ号製品が均等ではないと主張する被告は、第4要件と第5要件を満たしていないことを抗弁として主張立証しなければならない。

## 米国における均等論
アメリカ合衆国においては、均等論は日本よりも遙かに早く1853年に合衆国最高裁判所によって導入された。そして、その約百年後の1950年のグレーバー・タンク事件の最高裁判決で復活したとされ、その後、ヒルトン・デービス事件連邦巡回区控訴裁判所（CAFC）判決（1995年）、ワーナー・ジェンキンソン事件最高裁判決（1997年）、フェスト事件最高裁判決（2002年）等の均等論に関する重要な判例が出されている。